# Lubambo Musonda
Lubambo Musonda, né le 1er mars 1995, est un footballeur international zambien. Il évolue au poste de milieu de terrain au 1. FC Magdebourg.

## Biographie

### En sélection nationale
Avec la sélection zambienne, il participe à la Coupe d'Afrique des nations junior 2015, puis à la Coupe d'Afrique des nations des moins de 23 ans 2015. Ces deux compétitions sont organisées au Sénégal. Il dispute également la Coupe d'Afrique des nations 2015 qui se déroule en Guinée équatoriale.  En décembre 2023, il est retenu dans la liste des vingt-sept joueurs zambiens sélectionnés par Avram Grant pour disputer la Coupe d'Afrique des nations 2023.

## Carrière
- 2012 : National Assembly ( Zambie)
- 2013-2014 : Power Dynamos ( Zambie)
- 2014-2015 : Ulisses FC ( Arménie)
- depuis 2015 : Gandzasar Kapan ( Arménie)

## Palmarès
- Coupe d'Arménie : 2018